# Їжа голоду

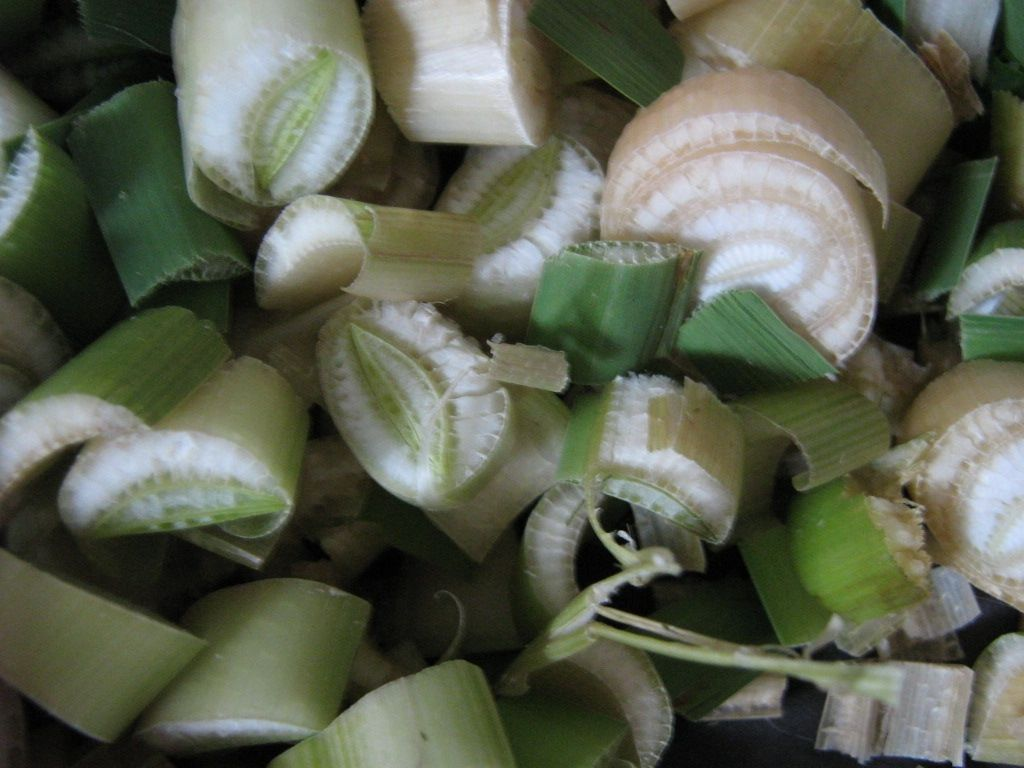
Стебла рогозу, які їли українці під час Голодомору

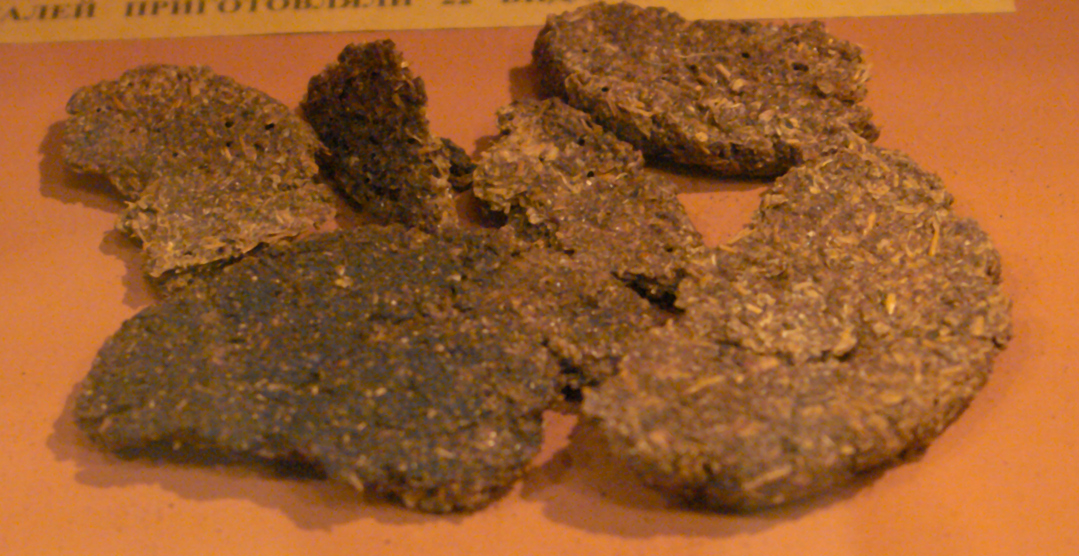
Хліб з апельсинових і висівок, обсмажений у машинній олії, використовували як їжу в оточеному Ленінграді

Їжа голоду або їжа бідності — недорога або легкодоступна їжа, що використовується для харчування людей за часів голоду, незалежно від того, чи викликаних крайньої бідністю, наприклад, під час економічної депресії або війни, або в результаті стихійних лих, таких як посуха.
Продукти, пов'язані з голодом, не обов'язково мають бути непоживні або несмачні. У часи відносного достатку ці продукти можуть стати об'єктами соціального глузування та неприйняття. Навіть під час скрути деяка їжа голоду буває неприйнятною. Наприклад у оточеному Ленінграді здебільшого збирали гриби, тоді як їстівні бур'яни не вживали, вважаючи, що це крайнє дикунство.
Характеристика деяких продуктів харчування як голодної їжі може бути соціальною. Наприклад, омарів та інших ракоподібних вважають їжею бідності в деяких суспільствах та їжею розкоші в інших.

## Голодомор
Чимало їстівних дикоростущих рослин в Україні були забуті. Їх особоливо часто їли навесні, коли закінчувалися запаси минулого врожаю. Проте їстівні дикорослі рослини повернулися у раціон українців під час Голодомору. Зокрема існує багато згадок про споживання рогози (Typha latifolia), квіток дерев, кульбаби, реп’яхів, пролісків, іван-чаю, амаранту, кропиви, липи, акації, щавелю, шпоришу, льону, молочаю, калачиків.  У спогадах очевидців часто зустрічаться «ліпненики з жолудів». А також черв'яків, котів, собак.

## Приклади

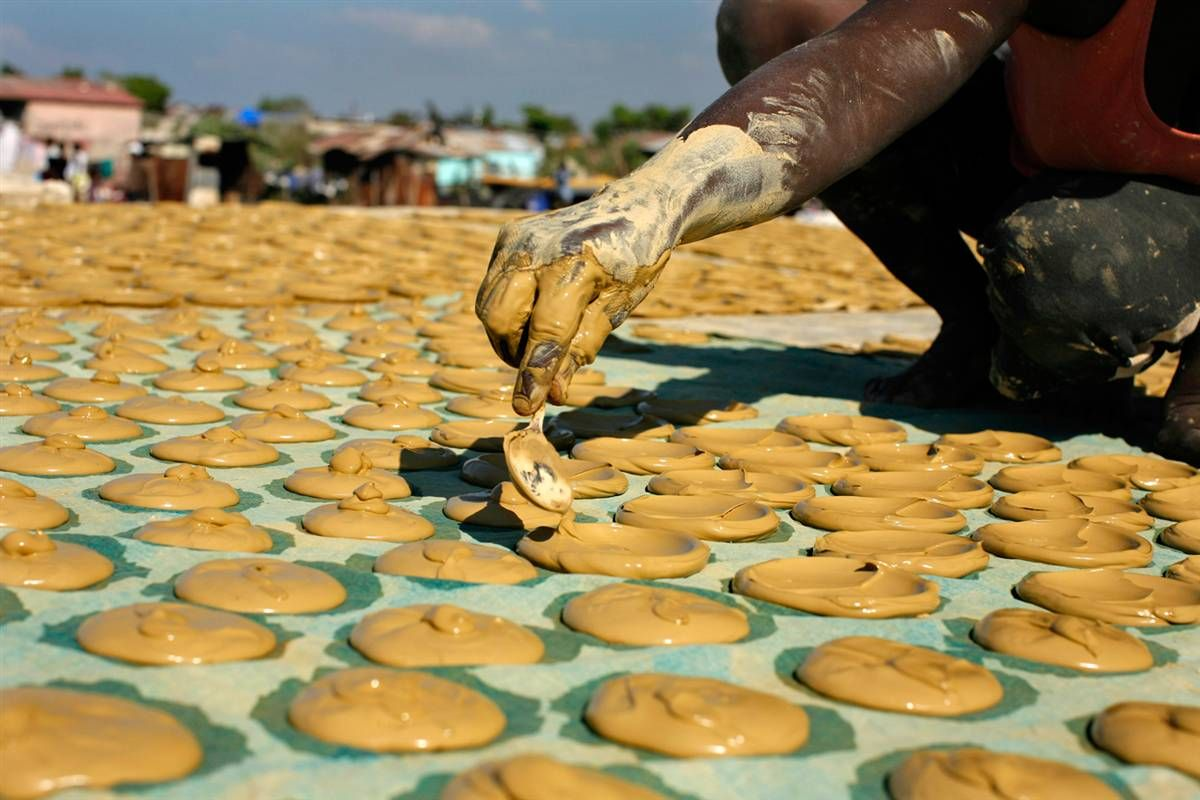
Печиво з багна на Гаїті

Ряд продуктів харчування протягом всієї історії був пов'язаний з голодом, війною або часами труднощів:
- Brosimum alicastrum або горіх майя вирощували стародавні майя, але в сучасній Центральній Америці в основному це продукт бідності.
- У Полінезії рослини з роду Xanthosoma, рослини, відомі місцево як ʻape, вважалися їжею голоду і використовувалися лише тоді, коли урожай таро не вдався.[7]
- Під час Великого Голоду в Ірландії 1846—1848 рр. прибережні селяни їли кілька видів їстівних водоростей, у тому числі дульсе, Pelvetia та ірландський мох (Chondrus crispus). Далі вглиб країни їжа голоду включала кропиву, дику гірчицю, щавель та крес-салат.[8][9][10][11] У районі Скібберін люди вживали їжу віслюче м'ясо, що дало місцевим прізвисько «Пожирачі оселів».[12] Інші їли собак, котів, тухлих свиней і навіть людське м'ясо.[13][14] Також зафіксовано споживання срібної трави, анемони, дикої моркви, терен, Conopodium majus, Patella vulgata, равликів, листя щавля, насіння явору, ягоди лавру, ягід падуба, кульбабу, сік конюшини та цвіту Calluna vulgaris.[15][16][17][18][19] У багатьох повідомленнях про Голод згадуються люди, які вмирають із зеленими плямами біля рота від вживання трави чи інших зелених рослин.[20][21]
- Цибулини Calochortus nuttallii їли піонери мормонів, коли їхні продовольчі врожаї потерпали.
- Цибулини тюльпанів і буряк їли в окупованих німцями частинах Нідерландів під час «голодної зими» 1944-45 років.
- Під час низки голоду в Росії та Радянському Союзі кропиву, лутигу та інші види дикорослих рослин використовували для приготування хліба чи супів.[22]
- В Ісландії, сільській частині Швеції та Західній Фінляндії гриби не їли широко до Другої світової війни. Вони розглядалися як їжа для корів, а також були пов'язані зі зневажлевим ставленням до них як їжі бідності.
- Через саамську традицію, у Скандинавії камбій (флоему) листяних дерев висушували, подрібнювали і додавали, щоб збільшити кількість зернового борошна, яке було доступне під час голоду для створення хліба з кори.
- Вважається, що слово адірондак, що описує корінні народи, що жили в горах Адірондак у Нью-Йорку, походить з мови могавків «ха-де-рон-да», що означає «їдаки дерев». Цю назву вживали ірокези як принизливий термін для груп алгонкін, які не займалися сільським господарством і тому іноді доводилося їсти кору дерев, щоб пережити суворі зими.[23]
- Котяче м'ясо їли в північно-італійських регіонах П'ємонт, Емілія-Романья та Лігурія під час голоду, наприклад під час Другої світової війни.[24]
- Так само під час облоги Парижа у франко-прусській війні меню в паризьких кафе не обмежувалося кішками, а також собаками, щурами, конями, віслюками, верблюдами і навіть слонами.
- Під час японської окупації Малайї через серйозну нестачу рису місцеві жителі їли маніоку, солодку картоплю та ямс.
- Під час битви при Батаані на Філіппінах під час Другої світової війни філіппінські та американські військовослужбовці вдавалися до вживання м'яса собак, мавп та м'яса варанів (у джерелі згадуються як «ящірки ігуани»), пітонів, мулів, коні та карабао, оскільки їх запаси продовольства скоротилися.[25]
- У напівпосушливих районах бразильського північно-сходу пагони та листя кактуса Opuntia cochenillifera зазвичай використовуються для годування худоби (великої рогатої худоби та кіз). Але під час тривалих посух люди можуть використовувати їх.[26]
- Історично на Мальдівах листя приморських дерев, таких як кущ восьминога та пляжна капуста, часто використовувалися як їжу голоду.[27]
- Каперс, квітковий бутон і ягода виду Capparis spinosa, був їжею голоду на півдні Ефіопії та Судану, а також під час облоги західного Єрусалиму 1948 року.[28]
- Під час камбоджійської гуманітарної кризи люди їли тарантулів, скорпіонів, шовкопрядів та коників. Смажені тарантули згодом стали делікатесом, популярним серед туристів у камбоджійському містечку Скуон.[29]
- Morinda citrifolia іноді називають «плодом голоду», що означає, що його використовували корінні жителі південної частини Тихого океану як надзвичайну їжу під час голоду.
- На Гаїті печиво з багна іноді їдять найбідніші люди, щоб уникнути голоду. Подібне печиво з бруду їдять у Замбії, Гвінеї та Камеруні.